# Puricani
Puricani – wieś w Rumunii, w okręgu Gałacz, w gminie Berești-Meria. W 2011 roku liczyła 177 mieszkańców.